# Route du blé dans la Grèce antique
La route du blé dans la Grèce antique peut désigner deux routes commerciales maritimes de l'époque hellénistique, permettant à plusieurs villes, notamment Athènes, des échanges de ressources comme le vin, l'huile, le miel, les poteries, les outils, les bijoux ou les parfums, et l'importation de denrées qu'elles ne peuvent produire, par exemple par manque de terres fertiles. Ces échanges se font principalement pour le blé mais aussi pour le bois, les cuirs ou les matériaux.
Les principales routes commerciales maritimes athéniennes en mer Égée se développent au nord-est via les îles de Proconnèse, Samothrace, Imbros et Lemnos en lien avec le Pont Euxin, et au sud-est via les escales de Rhodes, de Cos, d'Itanos en Crète et de Théra dans les Cyclades en lien avec l'Égypte hellénistique.